# Коринфська затока
Кори́нфська зато́ка, також Коринтська затока  — затока Іонічного моря, що відокремлює півострів Пелопоннес від основної частини Греції. Довжина 130 км, ширина біля входу в затоку становить 3 км, максимальна — близько 35 км, глибина сягає 935 м. Утворена Північноегейським розломом.
Затока з'єднана Коринфським каналом з Егейським морем. Порт — Коринф.